# Tre Puri

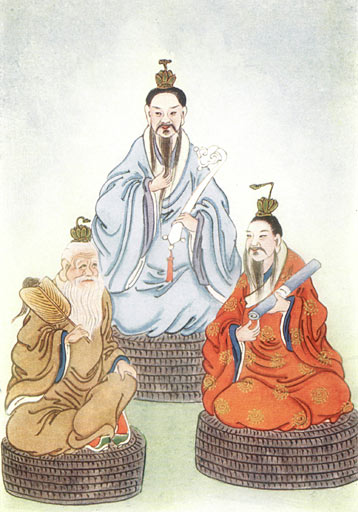
I Tre Puri, dall'alto in senso orario: Yuanshi Tianzun, Lingbao Tianzun, Daode Tianzun

I Tre Puri (Cinese: 三清, Sānqīng), tradotto anche come I Tre Puri Pellucidi, i Tre Immacolati, i Tre Divini Maestri, le Tre Chiarezze, o le Tre Purità, sono gli dei della trinità taoista, i tre dei più importanti del pantheon taoista. Sono visti come la pura manifestazione del Tao e l'origine di tutti gli esseri senzienti. 
Dato che i Tre Puri sono manifestazioni dell'Energia Celeste Primordiale, sono senza forma. Per illustrare il proprio ruolo nella creazione sono spesso raffigurati come divinità anziane, vestite con i tre colori base, da cui tutti gli altri colori originano: Rosso, Blu e Giallo (o Verde, teoria dei colori additiva o sottrattiva). Ognuno di essi tiene un oggetto divino associato al loro compito: Yuánshǐ Tiānzūn viene usualmente raffigurato tenendo la Perla della Creazione, a significare il suo ruolo nella creazione dell'Universo dal nulla e dal caos. Lo scettro Ruyi di Lingbao Tianzun rappresenta l'autorità: la seconda fase della creazione, quando Yang divenne separato da Yin, e la Legge delle Cose si impose. Così Lingbao Tianzun prese posto alla sinistra di Yuanshi Tianzun. Successivamente, quando tutto fu completo, Daode Tianzun prese il suo posto alla destra di Yuanshi Tianzun, con il ventaglio in mano, a simboleggiare la completezza della Creazione, e l'atto di sventagliare a rappresentare il diffondere del Tao a tutta l'umanità.

## Nel Taoismo religioso
Già nel classico taoista Tao Te Ching è dichiarato che "Il Tao produsse l'Uno; l'Uno produsse il Due; il Due produsse il Tre; il Tre produsse tutte le cose" o, il Tao produsse l'Uno - Wuji produsse Taiji; l'Uno produsse il Due - Taiji produsse Yin e Yang (o Liangyi (兩儀) in termini scolastici). Il fatto di come il Due produca il Tre è un argomento di dibattito ancora attuale tra gli accademici taoisti. La maggior parte crede che ci si riferisca all'interazione tra Yin e Yang, con la presenza del Qi, la forza vitale.
Nel Taoismo religioso, viene spiegata anche la teoria di come il Tao produce l'Uno, il Due e il Tre. Il Tao produce l'uno-Wuji produce Taiji, che rappresenta il Grande Dao, nella persona di Hùndùn Wújí Yuánshǐ Tiānwáng (混沌無極元始天王, "Signore Celeste della Caotica Interminabile Origine Primordiale") nel tempo in cui l'universo era ancora vuoto e il cosmo in disordine, manifestandosi nella prima delle divinità della Trinità, Yuánshǐ Tiānzūn. Yuánshǐ Tiānzūn sovrintende alla prima fase della Creazione dell'Universo, e perciò è noto come Dàobǎo (道寶, "Tesoro del Tao"). Quando l'Uno produce Due, Taiji produce Yin Yang, Yuanshi Tianzun si manifesta in Lingbao Tianzun, che separò lo Yang dallo Yin, il chiaro dal torbido, e classificò gli elementi nei loro legittimi gruppi. Perciò è noto anche come Jīngbǎo (經寶 "Tesoro della Legge/Scrittura"). Mentre Jīng nella cultura popolare significa "scritture", in questo contesto può anche significare "attraversare" (la fase della Creazione) e le leggi della natura su come le cose debbano essere. Nella fase finale della Creazione, Daode Tianzun si manifesta da Língbăo Tiānzūn per portare la civiltà e professare la Legge a tutti gli esseri viventi. Perciò, è noto anche come Shībǎo (師寶 "Tesoro del Maestro".)
Ognuno dei Tre Puri rappresenta sia una divinità che un cielo (paradiso). Yuanshi Tianzun governa il primo cielo, Yu-Qing, che si trova nella montagna di giada. L'entrata di questo cielo viene chiamata la Porta Dorata. "Lui è la fonte di tutta la verità, come il sole è fonte di tutta la luce". Lingbao Tianzun governa il cielo di Shang-Qing. Daode Tianzun governa il cielo di Tai-Qing. I tre puri sono spesso raffigurati come anziani seduti sui loro troni.
Scuole di pensiero Taoista si sono sviluppate attorno a ciascuna di queste divinità. L'alchimia taoista aveva una grande parte tra queste scuole, dato che ognuno dei Tre Puri poteva rappresentare uno dei Tre Tesori, i tre campi essenziali dell'essere umano: jing, qi, e shen. Così il raccoglimento dei Tre Puri porterebbe al ritorno al Tao.

## Yuanshi Tianzun

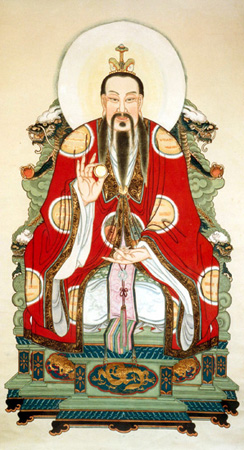
Yuanshi Tianzun

Yuanshi Tianzun (元始天尊, Yuánshǐ Tiānzūn, "Signore dell'Origine Primordiale"), anche conosciuto come "Il Puro di Giada" (玉清, Yùqīng), o "Onorato Sovrano del Principio".

## Lingbao Tianzun

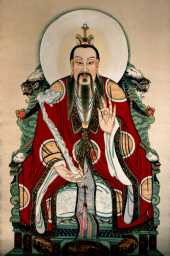
Lingbao Tianzun

Lingbao Tianzun (靈寶天尊, "Signore del Tesoro Divino"), conosciuto anche come "Supremo Puro" (上清, Shàngqīng), o "L'Universalmente Onorato delle Divinità e dei Tesori".
A livello mondiale, l'emergenza di rivelazioni del Supremo Puro significa una fondamentale espansione per il taoismo. Dove i maestri celesti aggiunsero le pure divinità del Tao al pantheon popolare, Shàngqīng lo ampliò includento un piano di esistenza interamente nuovo tra l'originale forza creatrice del Dao, rappresentata dalla divinità "yuan shi tian wang" (Signore Celeste dell'Origine Primoridiale), e creò il mondo così come lo conosciamo. Il piano celeste consiste di varie differenti regioni, situate sia nelle lontananze del mondo che tra le stelle, e immaginate lungo le linee degli antichi paradisi, il Monte Penglai e il Monte Kunlun. Era popolato da varie figure divine: puri dei del Tao, emanazione del qi cosmico originario; immortali che raggiunsero status celesti tramite lo sforzo e il giusto elisir...
Lingbao Tianzun è associato con Yin e Yang ed è responsabile come custode dei libri sacri, calcola il tempo e lo divide in differenti epoche.

## Daode Tianzun
Daode Tianzun (道德天尊, "Signore della Via e della sua Virtù" o "Onorato Signore del Tao e della Virtù"), chiamato anche il "Grande Puro" (太清, Tàiqīng) o il "Massimo Signore Anziano" (太上老君, Taishang Laojun).
Secondo il Daozang, Daode Tianzun si manifestò nella forma di Laozi. Daode Tianzun è anche il tesoriere degli spiriti, conosciuto come Signore dell'Uomo, e fondatore del Taoismo. È il Signore più eminente e anziano, perciò è l'unico Puro raffigurato con capelli e barba bianchi.